# América Móvil
América Móvil, S.A.B. de C.V – międzynarodowe przedsiębiorstwo telekomunikacyjne z siedzibą w Meksyku.
Jest czołowym dostawcą rozwiązań telekomunikacyjnych w Ameryce Łacińskiej.
Przedsiębiorstwo zostało założone w 2000 roku.